# Mouchy-le-Châtel
Mouchy-le-Châtel é uma comuna francesa na região administrativa de Altos da França, no departamento de Oise. Estende-se por uma área de 3,22 km². Em 2010 a comuna tinha 82 habitantes (densidade: 25,5 hab./km²).